# Plagioklas
Plagioklas är ett samlingsnamn för en grupp fältspater  med sammansättning mellan albit, natriumaluminiumsilikat (NaAlSi3O8) och anortit, kalciumaluminiumsilikat (CaAl2Si2O8). Dessa ändled är helt lösliga i varandra (fast lösning). Plagioklaser är tektosilikater och kristalliserar i det triklina kristallsystemet. Plagioklaser är ett av de viktigaste bergartsbildande mineralen i alla magmatiska bergarter och har utgjort basen för indelningen av dessa bergarter efter mängden och kemisk sammansättning av plagioklas. Plagioklaser byggs upp av (Al,Si)O4-tetraedern i föreningen med katjonerna Na+ och Ca2+. Med ett större innehåll av kalcium måste flera tetraedrar byta ut kisel mot aluminium för att få laddningskompensation. Ofta är plagioklaserna uppbyggda i zoner med en kärna av kalciumrik plagioklas (anortit) som omges av mindre kalciumrik plagioklas och till sist av albit. Det motsvarar den kemiska förändringen som skedde i den magma där plagioklasen kristallerade. Plagioklas bildar i allmänhet tvillingar, som likt smala lameller präglar spaltytorna och ger dem deras karakteristiska utseende som bladen i en stängd bok.
Plagioklas är vanligt förekommande, och ingår i bergarterna gabbro, gnejs och granit.
Man har delat in plagioklasmineralen i sex grupper beroende på halten anortitkomponent. 
- Albit (0-10% anortitkomponent)
- Oligoklas (10-30% anortitkomponent)
- Andesin (30-50% anortitkomponent)
- Labradorit (50-70% anortikomponentt)
- Bytownit (70-90% anortitkomponent)
- Anortit (90-100% anortitkomponent)

Densiteten varierar mellan 2,63 g/cm3 för ren albit och 2,75 g/cm3 för ren anortit. Färgen är vanligen vit eller transparent (färglös), men inneslutningar kan göra att plagioklas på avstånd ser mörkt ut. Spaltbarheten är mycket god utefter två ytor, så att spaltstyckena får två 94°- och två 86°-vinklar. Tvillinglameller syns i mikroskop som raka streck från korngräns till korngräns. Hårdheten är 6-6,5 enligt Mohs hårdhetsskala. Plagioklaser är mindre stabila än ortoklaser och mikroklin, och vittrar lättare ju höger andel anortitkomponent de innehåller. Omvandlingsprodukter är lermineralen montmorillonit, skapolit och prehnit.

## Ursprung och förekomst
Plagioklaser är bildade vid hög temperatur och är därför ännu viktigare än kalifältspat i magmatiska bergarter, och plagioklas används då även som ett kännetecken för dessa bergarter. Plagioklas kristalliserar tidigt i magma, vilket för med sig att de vid vulkanutbrott förs upp till ytan och här ofta ses som tavelformade strökorn i porfyriska lavabergarter, t.ex. i basaltiska plagioklasporfyrer eller som rombformade strökorn i rombporfyrerna från Oslofjorden. Plagioklas förekommer också i graniter, där den utifrån sitt innehåll av kalcium anger under vilka betingelser graniten är bildad i plattektoniskt sammanhang. Dessutom kan plagioklas finnas i metamorfa bergarter som amfibolit, då plagioklasen i den ursprungliga basiska bergarten till en viss grad är bevarad. Slutligen kan närvaron av kalciumrik anortit i vissa gnejser vittna om ursprungliga kalkhaltiga bergarter.